# Белл, Дрейк
Джаред Дрейк Белл (англ. Jared Drake Bell; род. 27 июня 1986 г.) — американский комедийный актёр, гитарист, певец и телережиссёр. Прославился благодаря съёмкам в сериале «Дрейк и Джош», премьера которого состоялась на канале Nickelodeon. В дополнение к своей актёрской работе, Дрейк начал карьеру в качестве музыканта, написал и исполнил вступительный саундтрек к этому ситкому, названный «I Found a Way». В 2005 году он самостоятельно выпустил свой дебютный альбом «Telegraph». Его второй альбом, «It’s Only Time», вышел в свет в 2006 году после договорённости с Motown Records. В 2008 году состоялась премьера «Супергеройского кино», в котором Дрейк исполнил роль Стрекозца. Со временем проект стал очень популярным в России и транслировался на таких теле-каналах, как СТС и ТНТ. Позднее Дрейк стал озвучивать Человек-паука в различных мультсериалах детского канала Disney. Например, данный супергерой говорит голосом музыканта в таких проектах, как: «Великий Человек-паук», «Финес и Ферб», «Халк и агенты СМЭШ». А также, Дрейк Белл снимался в видеороликах различных популярных ютуберов, включая Мистера Биста и Дэвида Добрика. В настоящее время даёт концерты, выступая на больших стадионах Мексики, где его музыка пользуется наибольшей популярностью.

## Ранние годы
Дрейк Белл родился 27 июня 1986 года в округе Ориндж, Калифорния, в семье Джо Белла и Робин Дотсон. Его мать, Робин — профессиональный игрок в бильярд. У него есть отчим Рой, также 2 старших брата — Роберт и Трэвис. Его кузен Хелс Белл — питчер (подающий) бейсбольной команды San Diego Padres.

## Личная жизнь
В 2005 году в возрасте 19-ти лет Дрейк Белл попал в автокатастрофу в городе Малибу, округа Лос-Анджелес, США. В лобовую часть мустанга, в котором находились Дрейк и его друг, на полной скорости врезался встречный автомобиль — водитель заснул за рулём. Дрейк Белл получил множество травм, среди которых: перелом шеи, перелом верхней и нижней челюсти, потеря семи зубов. В ходе хирургического вмешательства по восстановлению подбородка и рта, Беллу было наложено 76 лицевых швов, также было назначено два месяца реабилитации челюсти, которая была обмотана проволокой для сращивания костей. После аварии Дрейк вынужден всю жизнь носить мостовидный протез на нижней челюсти. Актёр подробно рассказал эту историю на платформе YouTube.
С 2018 по 2023 год Белл был женат на Джэнет Вон Шмелинг. В апреле 2021 года у супругов родился сын.
В апреле 2023 года, после дела Дрейка Белла о пропаже, его жена Джэнет Вон Шмелинг подала на развод, причиной указав «непримиримые разногласия».

## Карьера

### Актёрская карьера
Начал играть ещё в раннем детстве, Дрейк получил первую роль на телевидении, когда ему было 8 лет. В возрасте около 10 лет Дрейк сыграл в фильме «Джерри Магуайер» в роли Джесси Ремо. Он также появился в эпизодической роли в сериале «Сайнфелд» в 1998 году. В 1999 году Дрейк снялся в рекламе к видеоиграм «Pokémon Red and Blue». В 2000 году он был номинирован на Премию Юного артиста за «Лучшее исполнение в Телевизионном фильме или пилотном эпизоде» в категории «Молодой актёр второго плана» за свою роль Кэджа Рэддинга в телевизионном фильме «The Jack Bull». В начале 2000-х Дрейк Белл принимал участие в шоу телеканала Никелодеон «Шоу Аманды». Позже Дрейк попадает в актёрский состав сериала «Дрейк и Джош», показ которого начался на Никелодеон в 2004 году. В этот же период он появляется как гость в шоу Никелодеон «Zoey 101», за что получил награду «Blimp Award» на Nickelodeon Kids' Choice Awards в категории «Любимый актёр телевидения». Дрейк получал эту премию 3 года подряд, в том числе в 2008 году, противостоя в номинации своему партнёру по сериалу Джошу Пеку. Весной 2008 года Белл снялся в пародийной комедии «Супергеройское кино». В августе 2008 года Дрейк сыграл одну из главных ролей в комедии «Колледж».
В 2016 году сыграл эпизодическую роль в сериале «Дедушка Поневоле». Спустя много лет, его партнёром по съёмочной площадке снова стал Джош Пек, с которым они играли главные роли в телесериале «Дрейк и Джош» с 2004 по 2007 год.

### Карьера музыканта

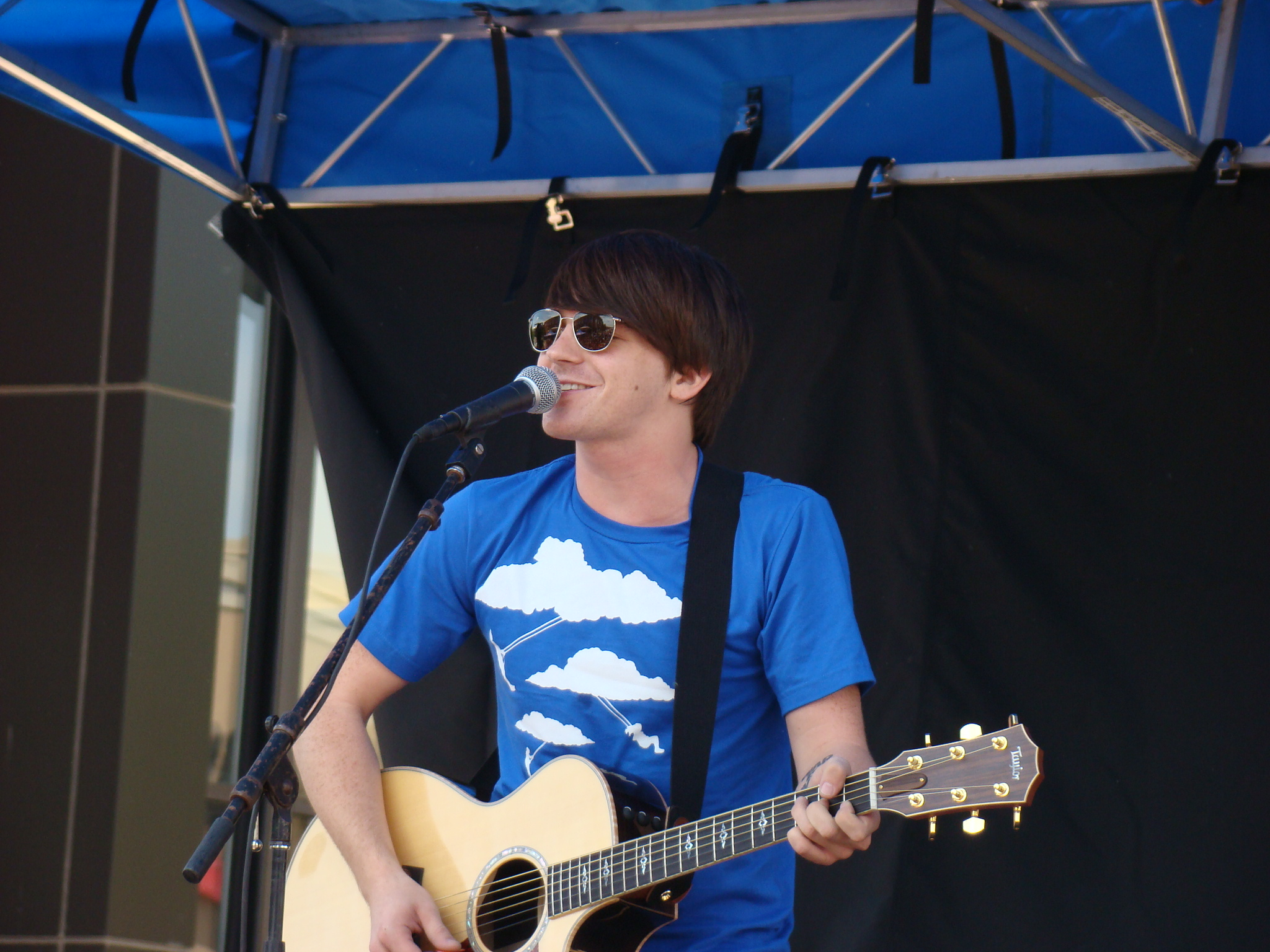
Дрейк Белл в 2007 году

Впервые Дрейк оказался связан с музыкой в 2001 году в фильме «Chasing Destiny». Позже он спел дуэтом с бывшим участником группы «Savage Garden» Дарреном Хейзом. Также он сотрудничал с лидером группы «The Who» Роджером Долтри, под руководством которого постигал азы игры на гитаре. Первым значительным музыкальным достижением Белла стала первая написанная им песня «Lost A Lover» для «Шоу Аманды» в 2002 году. Но по-настоящему он был замечен как музыкант после того, как написал и исполнил вступительный саундтрек к сериалу для подростков «Дрейк и Джош» на Никелодеон под названием «I Found a Way». Этот трек был включён в компакт-диск с песнями, посвящёнными этому сериалу, куда вошли ещё 2 композиции, написанные и исполненные Беллом. Трек «I Found A Way» также вошёл в его дебютный альбом «Telegraph», который Белл выпустил со своим другом Майклом Коркораном 27 сентября 2005 года. Первый альбом был записан в гараже Майка.
В 2005 году Дрейк сотрудничал с Хоком Нельсоном при записи песни «Bring Em' Out» для фильма «Yours, Mine and Ours». Также он и его напарник Майкл Коркоран создали музыку для таких сериалов телеканала Никелодеон, как «Дрейк и Джош», «Zoey 101» и «iCarly».
В 2006 году Дрейк подписал контракт со студией «Universal Records», и выпустил под их лейблом свой первый сингл «I Know» (англ. «Я знаю»), а позже был снят клип к нему. Второй альбом Дрейка, названный «It’s Only Time», был выпущен 5 декабря 2006 года. На следующий день после релиза Дрейк дал живое выступление на канале MTV, а летом 2007 года Дрейк отправился на гастроли в поддержку своего нового альбома.
Также Дрейк стал соавтором вступительной песни к сериалу Никелодеон «iCarly» под названием «Leave It All To Me», которую он исполнил вместе с Мирандой Косгроув, исполнительницей главной роли в сериале, а в мае 2008 года было выпущено официальное видео к этой песне, в съёмках которого принимали участие Белл и актёры сериала «iCarly».
Также его фотографию можно увидеть в этом сериале на дверке шкафчика Сэм.
Вместе с Сарой Пэкстон Дрейк записал саундтрек к фильму «Супергеройское кино», в котором сам сыграл главную роль. Эта песня звучит в заключительных титрах к фильму, а также её можно прослушать на Официальной странице Дрейка Белла в MySpace.
В конце 2007 года Дрейк работал над своим третьим альбомом, который, как предполагалось, должен был выйти весной 2008 года. В настоящее время дата релиза третьего альбома остаётся неизвестной. Альбом предположительно должен был называться «ISH» или «Sea and Air», где Дрейк, Майк и Си-Джей Абрахам планировали реализовать идею с двумя сторонами в альбоме, где первая сторона была «Sea» (Море), а вторая — «Air» (Воздух). Песни, которые предположительно должны были быть в этом альбоме: Sea Song, All Alone At The Disco, Vertigo, Solo Flight, Samantha, Our Love, Yesterdays Fool, Unbelievable, What You Need, Nevermind, Modern Times, Shades Of Grey. Из них официально вышли только All Alone At The Disco (2019) и Vertigo (2018) в качестве синглов.
По мнению критиков, наибольшее влияние на творчество Белла оказала музыка «The Beatles» и «The Beach Boys».
С 2019 года творчество Дрейка направлено на мексиканскую аудиторию. Певец взял себе псевдоним Drake Campana, свободно поёт на испанском языке и гастролирует по городам Мексики и США.
В 2024 году выпустил песню «I Kind of Relate», в которой он осветил хронологию событий своей нелёгкой судьбы: от ребёнка-актёра до связи с Мексикой. В октябре этого же года состоялся релиз его шестого альбома под названием «Non-Stop Flight».

## Проблемы с законом
В 2007 году Дрейк приобрёл особняк, оформленный в стиле Диснейленда, площадью 2600 квадратных метров и стоимостью более 2.000.000 долларов США. В 2014 году, после признания Белла банкротом, на особняк был наложен арест.
В декабре 2015 года был арестован за вождение в состоянии алкогольного опьянения. Белл не признал свою вину и был освобождён под залог в сумме 20.000 долларов США. В ходе продолжавшихся судебных разбирательств, в 2016 году он признал свою вину и был приговорён к четырём дням тюремного заключения, также к четырём годам условного осуждения и был обязан пройти курсы по борьбе с алкоголизмом. Однако, под тюремным заключением он находился лишь один день и был освобождён досрочно.
В августе 2020 года бывшая девушка Дрейка Мелисса обвинила его в словесном и физическом насилии, за время их отношений в начале 2000х. Однако, ранее она ему посвящала добрые публикации в своих соц. сетях, параллельно выкладывая их старые совместные снимки.
В июне 2021 года в суде штата Огайо Белл был обвинён по статье «подвержение опасности детей и распространении материалов, вредных для несовершеннолетних» законодательства США, позже арестован. Инцидент произошёл в декабре 2017 года, когда одна из его фанаток подала на него в суд, называя Дрейка «монстром» и обвиняя его в ментальном надругательстве и отправке сообщений сексуального характера несовершеннолетней. 3 июня 2021 года Белл внёс залог в размере 2500 долларов, заявив о своей невиновности. 23 июня 2021 года Дрейк повторно не признал себя виновным в обвинении. Слушание шло в открытом виде и выложено на платформу YouTube. Дрейк Белл был оправдан по обвинению в изнасиловании, опрошенные свидетели поддержали его сторону. Актёр был приговорён к двум годам условного заключения, включая 200 часов исправительных работ, за то, что отсылал неподобающие сообщения несовершеннолетней. В ходе полного расследования также выяснилось, что Дрейк не был в курсе настоящего возраста поклонницы. Когда он узнал, сколько лет его собеседнице, общение моментально прекратилось. В 2024 году, спустя несколько лет от расследования, в СМИ написали, что актёр не зарегистрирован как сексуальный преступник, об этом сообщили"The New York Times".
13 апреля 2023 года был объявлен «пропавшим без вести или находящимся под угрозой пропажи» полицейским управлением округа Дейтона-Бич, штата Флорида, США. Спустя несколько часов, этим же полицейским управлением было объявлено, что Дрейк Белл найден живым и в безопасности.

## Домогательства во время съёмок
В 2024 году Дрейк принял участие в создании документального сериала, освещающего проблемы, возникающие на съёмочных площадках детских телевизионных программ, под названием «Тишина на площадке: Тёмная сторона детского телевидения» (англ. Quiet on Set: The Dark Side on Kids TV). В рамках этого проекта он поделился своими переживаниями о времени работы над шоу «Шоу Аманды», где он столкнулся с домогательствами со стороны тренера по диалогам, Брайана Пека.
Дрейк, достигший к моменту интервью 37 лет, рассказал о том, как его отношения с Пеком стали необычайно близкими из-за общих интересов, что, по его мнению, могло быть заранее спланировано. Отец Дрейка, Джо Белл, который также занимался вопросами карьеры сына, выразил обеспокоенность по поводу этой связи, из-за чего был обвинён в гомофобии в отношении Брайана Пека, являвшегося гомосексуалом. Впоследствии Джо был уволен собственным сыном с должности карьерного менеджера, как он считает, под влиянием Пека.
После возникновения разногласий между Дрейком и его отцом, Пек стал самостоятельно сопровождать Дрейка на прослушивания в Лос-Анджелесе. Родители Дрейка на тот момент состояли в разводе, и из-за большого расстояния от дома, где Дрейк жил с матерью, ему приходилось часто ночевать у Пека. В одну из таких ночей, когда Дрейку было 15 лет, всё изменилось:
В 2001 году Брайан Пек совершил сексуальное насилие в отношении 15-летнего Дрейка Белла.
— “Я спал на диване, где я обычно сплю, и я проснулся от его присутствия... Я открыл глаза и проснулся, а он ... он подвергал меня сексуальному насилию. Я застыл, был в полном шоке и понятия не имел, что делать и как реагировать... И становилось все хуже, и хуже, и хуже, и хуже, и я просто оказался в ловушке. У меня не было выхода. Насилие было масштабным и стало довольно жестоким"
Пек был уволен с телеканала Nickelodeon в 2004 году после предъявления уголовных обвинений в педофилии. В суде он признал вину в оральном совокуплении с несовершеннолетним младше 16 лет и в совершении непристойных действий с подростком в возрасте 14 или 15 лет. Имя Белла как жертвы в тот момент не раскрывалось. По словам Дрейка, он был шокирован тем, что в зале заседания присутствовало очень много знакомых ему людей, выступивших в защиту Пека. Многие известные личности присылали письма о поддержке Брайана Пека в суде. В суде Брайан тогда сказал в свою защиту следующее: «Да, я сделал это, но всё не так, как они это преподносят». Пек отбыл наказание в виде 16 месяцев тюремного заключения и был внесен в реестр сексуальных преступников.
После освобождения, Пек получил работу на телеканале Disney Channel, где участвовал в создании телесериала «Всё Тип-Топ, или жизнь Зака и Коди».
В 2024 году Дэн Шнайдер, продюсер ряда известных подростковых телешоу, в которых участвовал Дрейк Белл, раскрыл информацию о негативной атмосфере на съемочных площадках. Шнайдер опубликовал на своем YouTube-канале интервью, ведущим которого выступил актёр BooG!e, известный в роли Ти-Бо телесериала «АйКарли», где обсудил случай сексуального насилия, в котором фигурировал Дрейк. В интервью Дэн эмоционально отметил, что он не знал, что Дрейк всё это время являлся жертвой Пека, пока Белл сам ему не признался, также упомянул, что перед судебным заседанием по делу Пэка мать Дрейка лично попросила Шнайдера помочь ей с написанием текста для защиты Дрейка в суде. Дэн безоговорочно согласился.

## Фильмография
| Год       |     | Русское название                                        | Оригинальное название                      | Роль                                |
| --------- | --- | ------------------------------------------------------- | ------------------------------------------ | ----------------------------------- |
| 1994      | с   | Большой ремонт                                          | Home Improvement                           | маленький Пит                       |
| 1995      | ф   | Исчезновение                                            | Drifting School                            | Кенни Смит                          |
| 1995      | ф   | Неоновая Библия                                         | The Neon Bible                             | Дэвид в 10 лет                      |
| 1996      | ф   | Джерри Магуайер                                         | Jerry Maguire                              | Джесси Ремо                         |
| 1996      | с   | ABC Специально после школы                              | ABC Afterschool Special                    | Скотт                               |
| 1996      | с   | Негодники                                               | Men Behaving Badly                         | Чарли Этвуд                         |
| 1997      | с   | Выстрел                                                 | Gun                                        | Брендан                             |
| 1997      | с   | Дом, в котором всё вверх дном                           | Over the Top                               | Кларенс                             |
| 1997      | с   | Притворщик                                              | The Pretender                              | Шон Бойд                            |
| 1997      | с   | Шоу Дрю Кэри                                            | The Drew Carey Show                        | ребенок                             |
| 1998      | с   | Сайнфелд                                                | Seinfeld                                   | Кенни                               |
| 1999      | с   | Каролина в Нью-Йорке                                    | Caroline in the City                       | Родни                               |
| 1999      | тф  | Джек Булл                                               | The Jack Bull                              | Кейдж Риддинг                       |
| 1999—2001 | с   | Шоу Аманды                                              | The Amanda Show                            | различные роли                      |
| 1999      | ф   | Дилл Скаллион                                           | Dill Scallion                              | Юджин Боб                           |
| 1999      | тф  | Мир драконов: Продолжение легенды                       | Dragonworld: The Legend Continues          | Джонни Макгоуэн                     |
| 2000      | ф   | Фанатик                                                 | High Fidelity                              | маленький Боб Гордон                |
| 2000      | в   | Игры прошлого                                           | Perfect Game                               | Бобби младший                       |
| 2001      | тф  | В погоне за судьбой                                     | Chasing Destiny                            | Уолтер                              |
| 2002      | с   | Комната кошмаров                                        | The Nightmare Room                         | Алекс Сандерс                       |
| 2002      | мс  | Ох, уж эти детки!                                       | Rugrats                                    | Дасти (голос)                       |
| 2004—2005 | с   | Всякая всячина                                          | All That                                   | играет самого себя                  |
| 2004—2007 | с   | Дрейк и Джош                                            | Drake & Josh                               | Дрейк Паркер                        |
| 2005      | с   | Зоуи 101                                                | Zoey 101                                   | играет самого себя                  |
| 2005      | ф   | Твои, мои и наши                                        | Yours, Mine and Ours                       | Дилан Норт                          |
| 2006      | тф  | Дрейк и Джош в Голливуде                                | Drake & Josh Go Hollywood                  | Дрейк Паркер                        |
| 2008      | тф  | Счастливого Рождества, Дрейк и Джош                     | Merry Christmas, Drake & Josh              | Дрейк Паркер                        |
| 2008      | ф   | Супергеройское кино                                     | Superhero Movie                            | Рик Райкер / Стрекозец              |
| 2008      | ф   | Колледж                                                 | College                                    | Кевин                               |
| 2008      | мф  | Изменчивые басни: Черепаха против Зайца                 | Unstable Fables: Tortoise vs. Hare         | Заяц (голос)                        |
| 2008      | мф  | Чокнутый профессор                                      | The Nutty Professor                        | Гарольд Килп / Джек (голос)         |
| 2010      | с   | АйКарли                                                 | iCarly                                     | Дрейк Паркер                        |
| 2011      | тф  | Волшебные покровители: Повзрослей, Тимми Тёрнер!        | A Fairly Odd Movie: Grow Up, Timmy Turner! | Тимми Тёрнер                        |
| 2012      | мф  | Риф 3D                                                  | The Reef 2: High Tide                      | Пи (голос)                          |
| 2012      | с   | Виктория-победительница                                 | Victorious                                 | играет самого себя                  |
| 2012      | мс  | Мстители. Величайшие герои Земли                        | The Avengers: Earth's Mightiest Heroes     | Питер Паркер / Человек-паук (голос) |
| 2012      | тф  | Лохмотья                                                | Rags                                       | Шон                                 |
| 2012      | мф  | Рождественское приключение                              | Abominable Christmas                       | Мэтт (голос)                        |
| 2012      | тф  | Очень странное Рождество                                | A Fairly Odd Christmas                     | Тимми Тёрнер                        |
| 2012—2017 | мс  | Великий Человек-паук                                    | Ultimate Spider-Man                        | Питер Паркер / Человек-паук (голос) |
| 2013      | мф  | Космические воины                                       | Space Warriors                             | Джимми (голос)                      |
| 2013      | мф  | Список санты                                            | The Naughty List                           | снеговик                            |
| 2013      | мс  | Финес и Ферб                                            | Phineas and Ferb                           | Питер Паркер / Человек-паук (голос) |
| 2013      | мф  | Праздник монстров                                       | A Monsterous Holiday                       | Энди (голос)                        |
| 2013—2015 | мс  | Команда «Мстители»                                      | Avengers Assemble                          | Питер Паркер / Человек-паук (голос) |
| 2013—2015 | мс  | Халк и агенты С.М.Э.Ш.                                  | Hulk and the Agents of S.M.A.S.H.          | Питер Паркер / Человек-паук (голос) |
| 2014      | с   | Сэм и Кэт                                               | Sam & Cat                                  | Дрейк Паркер                        |
| 2014      | тф  | Очень странный рай                                      | A Fairly Odd Summer                        | Тимми Тёрнер                        |
| 2014      | мф  | Райские птицы                                           | Birds of Paradise                          | Джек (голос)                        |
| 2014      | мф  | Заклятие фараона                                        | Under Wraps                                | Дэнни (голос)                       |
| 2014      | ф   | Застрявшие во времени                                   | Frozen in Time                             | Броди (голос)                       |
| 2015      | мф  |                                                         | A Mouse Tale                               | Себастьян (голос)                   |
| 2015      | мф  | Переполох в джунглях                                    | Jungle Shuffle                             | Мэни (голос)                        |
| 2015      | мф  | Принцесса-лягушка                                       | The Frog Kingdom                           | ведущий (голос)                     |
| 2015      | кор |                                                         | The Greys                                  | Блэйк                               |
| 2015      | ф   | Лос-анджелесский слэшер                                 | L.A. Slasher                               | поп звезда                          |
| 2015      | мф  | Волшебное королевство Щелкунчика                        | The Nutcracker Sweet                       | Щелкунчик (голос)                   |
| 2015      | мф  | Пингвинёнок Пороро: Большие Гонки                       | Pororo The Little Penguin: Big Racing      | Тигр (голос)                        |
| 2016      | с   | Дедушка поневоле                                        | Grandfathered                              | Кирк                                |
| 2016      | тф  |                                                         | Cozmo's                                    | Кен                                 |
| 2016      | мф  | Арло: Говорящий поросёнок                               | Arlo: The Burping Pig                      | Арло (голос)                        |
| 2016      | ф   | Плохие дети отправляются в ад                           | Bad Kids of Crestview Academy              | Бен                                 |
| 2016      | ф   | Американский дьявол                                     | American Satan                             | Дэмьен                              |
| 2018      | ф   | Кавер Версии                                            | Cover Versions                             | Байрон/Byron                        |
| 2019      | мф  | Большое путешествие                                     | The Big Trip                               | Оскар (голос)                       |
| 2021      | мс  | Робоцып                                                 | Robot Chicken                              | Drake Parker/Дрейк Паркер (голос)   |
| 2022      | мф  | Приключения Банни Браво                                 | The Adventures of Bunny Bravo              |                                     |
| 2023      | ф   | Певец в маске (Мексика)                                 | The Masked Singer                          | играет самого себя                  |
| 2024      | ф   | Тишина на площадке: Темная сторона детского телевидения | Quiet on Set: The Dark Side of Kids TV     | камео                               |
| 2024      | ф   | Певец в маске                                           | The Masked Singer                          | Ледяной король                      |

## Дискография

### Альбомы
- 2005 — Telegraph (Backhouse Records)
- 2006 — It’s Only Time (Universal Records)
- 2007 — The Nashville Sessions (Universal Records)
- 2012 — A Reminder (Drake Bell Entertainment)
- 2014 — Ready Steady Go! (Surfdog Records)
- 2017 — Honest — EP (Drake Bell Entertaiment)
- 2019 — Smoke It Up — EP (Drake Bell Entertaiment)
- 2020 — The Lost Album (Drake Bell Entertaiment)
- 2020 — Sesiones En Casa (Drake Bell Entertaiment)
- 2024 — Non-Stop Flight (Symphonic Distribution)

### Синглы
- 2004 — I Found a Way — Single (From The Hit TV Show Drake & Josh)
- 2006 — I Know — Single
- 2007 — Makes Me Happy — Single
- 2007 — Leave It All To Me (Feat. Drake Bell) — Single (From The Hit TV Show iCarly)
- 2008 — Superhero! Song — Single (From The Original Motion Picture Superhero Movie)
- 2011 — Terrific — Single
- 2014 — Bitchcraft — Single
- 2014 —  Bitchcraft (Caravan Palace Remix) — Single
- 2017 — Honest — Single
- 2017 — Leaves — Single
- 2017 — Rewind — Single
- 2017 — Run Away — Single
- 2019 — Fuego Lento — Single
- 2019 — Call Me When You’re Lonely (Feat. Lil Mama) — Single
- 2019 — First Thing In The Morning (Feat. Mike Taylor) — Single
- 2019 — Smoke It Up — Single
- 2019 — No Perdamos Mas Tiempo (Feat. Jorge Blanco) — Single
- 2019 — MIA — Single
- 2019 — Vertigo — Single
- 2019 — All Alone At The Disco — Single
- 2020 — Oh, Girl (Feat. Drake Bell) — Single by Kai Danzberg
- 2020 — Diosa — Single
- 2020 — Waiting For The World — Single
- 2023 — La Camisa Negra (Сover) — Single
- 2023 — Going Away — Single
- 2023 — Every Day Is Christmas With You — Single
- 2024 — I Kind of Relate — Single
- 2024 — Hollywouldn’t — Single
- 2024 — Te Desenamoraste — Single
- 2024 — By The Ocean — Single

## Видеоклипы
| Дата | Название                  | Назначение                                                | Режиссёр            |
| ---- | ------------------------- | --------------------------------------------------------- | ------------------- |
| 2004 | Don’t Go (Girls and Boys) | Гостевая роль в видеоклипе Фифи Добсон                    | Rainbows & Vampires |
| 2005 | Bring Em Out              | Сингл группы Hawk Nelson при участии Дрейка Белла         |                     |
| 2005 | Found A Way               | Клип, созданный в рамках сериала Дрейк и Джош             | Джош Пек            |
| 2006 | I Know                    | Клип на дебютный сингл и лид-сингл альбома It’s Only Time | Neon                |
| 2007 | Leave It All to Me        | Видеоклип Миранды Косгров при участии Дрейка Белла        | Дэн Шнайдер         |
| 2010 | Our Love                  | YouTube Exclusive                                         | Walter May          |
| 2011 | You’re Not Thinking       | Клип на песню из мини-альбома A Reminder                  | Дрейк Белл          |
| 2011 | Terrific (2 версии)       | Клип на сингл из мини-альбома A Reminder                  | Cameron Hopkins     |
| 2012 | Learn to Fly              | Гостевая роль в видеоклипе группы Action Item             |                     |
| 2013 | Get the Girl Back         | Гостевая роль в видеоклипе группы Hanson                  | Adam Neustadter     |
| 2013 | Terrible Person           | Гостевая роль в видеоклипе группы SuperNaked              | Brad Scott          |
| 2014 | Bitchcraft                | Клип на лид-сингл из альбома Ready Steady Go!             | Paul Boyd           |
| 2017 | Run Away                  | Клип на трек из второго мини-альбома Honest               | Дрейк Белл          |
| 2018 | Honest                    | Клип на лид-сингл из одноимённого мини-альбома            | Michael Parenteau   |
| 2018 | Rewind                    | Клип на трек из второго мини-альбома Honest               | Michael Parenteau   |
| 2019 | Fuego Lento               | Клип на первый испанский сингл Дрейка Белла               | The Broducers       |
| 2023 | Going Away                | Клип на сингл из альбома Non-Stop Flight                  | Chris Applebaum     |
| 2024 | I Kind Of Relate          | Клип на сингл-автобиографию Дрейка Белла                  | Rodolfo Carmona     |
| 2024 | Te Desenamoraste          | Клип на сингл из альбома Non-Stop Flight                  | Rodolfo Carmona     |
| 2024 | By The Ocean              | Клип на сингл из альбома Non-Stop Flight                  | Rodolfo Carmona     |